# Huda, Sindhnur
Huda là một làng thuộc tehsil Sindhnur, huyện Raichur, bang Karnataka, Ấn Độ.